# Richard James Dacres
Sir Richard James Dacres (1. ledna 1799 – 6. prosince 1886, Brighton, Anglie) byl britský polní maršál. V královské armádě sloužil od svých osmnácti let, později vynikl jako důstojník dělostřelectva za krymské války, kdy dosáhl hodnosti generálmajora (1855). Později zastával převážně čestné funkce a krátce před úmrtím byl povýšen do hodnosti polního maršála (1886).

## Životopis
Pocházel z rodiny s tradiční službou v královském námořnictvu, několik jeho blízkých příbuzných dosáhlo hodnosti admirála. Narodil se jako starší syn viceadmirála Sira Richarda Dacrese (1761–1837). Studoval na vojenské akademii ve Woolwichi a v roce 1817 vstoupil do královské armády jako podporučík. Během služby v armádě rychle postupoval v hodnostech (nadporučík 1825, kapitán 1837, major 1851). Od roku 1852 byl podplukovníkem a vyznamenal se jako velitel dělostřelectva za krymské války. Zúčastnil se bitvy na Almě, u Inkermanu a obléhání Sevastopolu, po smrti generála Fox-Strangwayse převzal vrchní velení dělostřelectva. Během roku 1855 dosáhl povýšení na brigádního generála a generálmajora. Po dobytí Sevastopolu byl povýšen do šlechtického stavu jako nositel rytířského kříže Řádu lázně (1855), několik vyznamenání obdržel také od dalších mocností zapojených do krymské války (francouzský Řád čestné legie, turecký Řád Medžidie).
Po návratu z krymské války byl velitelem ve Woolwichi (1859–1865), mezitím byl povýšen na generálporučíka (1864) a poté zastával hodnost vrchního velitele dělostřelectva (1865–1877). V roce 1867 byl povýšen na generála a v roce 1869 obdržel velkokříž Řádu lázně. Nakonec byl v letech 1881–1885 velitelem Toweru. V červenci 1886 dosáhl nejvyšší možné hodnosti polního maršála, zemřel ale mimo aktivní službu v prosinci téhož roku.
Jeho mladší bratr Sir Sydney Colpoys Dacres (1804–1884) dosáhl u námořnictva hodnosti admirála a v letech 1868–1872 zastával funkci prvního námořního lorda.